# Spangle (Washington)
Spangle es un pueblo ubicado en el condado de Spokane en el estado estadounidense de Washington. En el año 2000 tenía una población de 240 habitantes y una densidad poblacional de 241,6 personas por km².

## Geografía
Spangle se encuentra ubicada en las coordenadas 47°25′50″N 117°22′37″O / 47.43056, -117.37694.

## Demografía
Según la Oficina del Censo en 2000 los ingresos medios por hogar en la localidad eran de $38.393, y los ingresos medios por familia eran $40.556. Los hombres tenían unos ingresos medios de $31.071 frente a los $26.250 para las mujeres. La renta per cápita para la localidad era de $17.128. Alrededor del 18,8% de la población estaban por debajo del umbral de pobreza.